# زملول كندي
زملول كندي (الاسم العلمي: Exobasidium canadense) هو نوع من الفطريات يتبع جنس الزملول من فصيلة الزملولية.